# 1996년 하계 올림픽 러시아 선수단
1996년 하계 올림픽 러시아 선수단은 러시아가 1996년 7월 19일부터 8월 4일까지 미국 애틀랜타에서 열린 제26회 하계 올림픽에 파견한 선수단이다.

## 메달 집계

### 종목별 참가 선수 및 메달 집계

#### 종목별 메달 집계
| 종목    | 1  | 2  | 3  | 합계 |
| 수영    | 4  | 2  | 2  | 8    |
| 펜싱    | 4  | 2  | 1  | 7    |
| 레슬링  | 4  | 1  | 2  | 7    |
| 육상    | 3  | 6  | 1  | 10   |
| 체조    | 3  | 3  | 4  | 10   |
| 사격    | 3  | 2  | 1  | 6    |
| 역도    | 2  | 1  | 0  | 3    |
| 다이빙  | 1  | 1  | 0  | 2    |
| 사이클  | 1  | 1  | 0  | 2    |
| 복싱    | 1  | 0  | 3  | 4    |
| 근대5종 | 0  | 1  | 0  | 1    |
| 요트    | 0  | 1  | 0  | 1    |
| 조정    | 0  | 0  | 1  | 1    |
| 카누    | 0  | 0  | 1  | 1    |
| 합계    | 26 | 21 | 16 | 63   |

#### 종목별 참가 선수
| 종목         | 참가 선수 | 1  | 2  | 3  | 메달 합계 |
| 근대5종      | 3         |    | 1  |    | 1         |
| 농구         | 11        |    |    |    |           |
| 다이빙       | 7         | 1  | 1  |    | 2         |
| 레슬링       | 20        | 4  | 1  | 2  | 7         |
| 배구         | 24        |    |    |    |           |
| 배드민턴     | 5         |    |    |    |           |
| 복싱         | 9         | 1  |    | 3  | 4         |
| 사격         | 19        | 3  | 2  | 1  | 6         |
| 사이클       | 18        | 1  | 1  |    | 2         |
| 수구         | 13        |    |    |    |           |
| 수영         | 27        | 4  | 2  | 2  | 8         |
| 싱크로나이즈 | 9         |    |    |    |           |
| 양궁         | 6         |    |    |    |           |
| 역도         | 9         | 2  | 1  |    | 3         |
| 요트         | 27        |    | 1  |    | 1         |
| 유도         | 13        |    |    |    |           |
| 육상         | 85        | 3  | 6  | 1  | 10        |
| 조정         | 13        |    |    | 1  | 1         |
| 체조         | 22        | 3  | 3  | 3  | 9         |
| 카누         | 14        |    |    | 1  | 1         |
| 탁구         | 4         |    |    |    |           |
| 테니스       | 4         |    |    |    |           |
| 펜싱         | 15        | 4  | 2  | 1  | 7         |
| 핸드볼       | 14        |    |    |    |           |
| 합계         | 390       | 26 | 21 | 16 | 63        |

### 메달리스트
| 메달   | 이름 | 종목     | 세부 종목                |
| ------ | --- | -------- | ------------------------ |
| 금메달 | 드미트리 사우틴 | 다이빙   | 남자 10m 플랫폼          |
| 금메달 | 바딤 보기예프 | 레슬링   | 남자 자유형 -68kg        |
| 금메달 | 부바이사르 사이티예프 | 레슬링   | 남자 자유형 -74kg        |
| 금메달 | 하지무라트 마고메도프 | 레슬링   | 남자 자유형 -82kg        |
| 금메달 | 알렉산드르 카렐린 | 레슬링   | 남자 그레코로만형 +130kg |
| 금메달 | 올레크 사이토프 | 복싱     | 남자 -67kg               |
| 금메달 | 아르툠 하지베코프 | 사격     | 남자 10m 공기 소총       |
| 금메달 | 보리스 코코레프 | 사격     | 남자 50m 권총            |
| 금메달 | 올가 클로치네바 | 사격     | 여자 10m 공기 권총       |
| 금메달 | 줄피야 자비로바 | 사이클   | 여자 도로독주            |
| 금메달 | 알렉산드르 포포프 | 수영     | 남자 100m 자유형         |
| 금메달 | 알렉산드르 포포프 | 수영     | 남자 200m 자유형         |
| 금메달 | 데니스 판크라토프 | 수영     | 남자 100m 접영           |
| 금메달 | 데니스 판크라토프 | 수영     | 남자 200m 접영           |
| 금메달 | 알렉세이 페트로프 | 역도     | 남자 -91kg               |
| 금메달 | 안드레이 체메르킨 | 역도     | 남자 +108kg              |
| 금메달 | 스베틀라나 마스테르코바 | 육상     | 여자 800m                |
| 금메달 | 스베틀라나 마스테르코바 | 육상     | 여자 1500m               |
| 금메달 | 옐레나 니콜라예바 | 육상     | 여자 10km 경보           |
| 금메달 | 알렉세이 네모프 | 체조     | 남자 도마                |
| 금메달 | 알렉세이 네모프 드미트리 바실렌코 알렉세이 보로파예프 니콜라이 크류코프 드미트리 트루시 예브게니 포드고르니 세르게이 하리코프                                                             | 체조     | 남자 종합 단체전         |
| 금메달 | 스베틀라나 호르키나 | 체조     | 여자 이단평행봉          |
| 금메달 | 스타니슬라프 포즈드냐코프 | 펜싱     | 남자 사브르 개인전       |
| 금메달 | 알렉산드르 베케토프 | 펜싱     | 남자 에페 개인전         |
| 금메달 | 세르게이 샤리코프 그리고리 키리옌코 스타니슬라프 포즈드냐코프 | 펜싱     | 남자 사브르 단체전       |
| 금메달 | 일가르 마메도프 드미트리 솁첸코 블라디슬라프 파블로비치 | 펜싱     | 남자 플뢰레 단체전       |
| 은메달 | 예두아르트 제놉카 | 근대5종  | 남자 개인전              |
| 은메달 | 이리나 라시코 | 다이빙   | 여자 3m 스프링보드       |
| 은메달 | 마하르베크 하다르체프 | 레슬링   | 남자 자유형 -90kg        |
| 은메달 | 이리나 게라시묘노크 | 사격     | 여자 50m 소총 3자세      |
| 은메달 | 마리나 로그비넨코 | 사격     | 여자 10m 공기 권총       |
| 은메달 | 예두아르트 그리춘 알렉세이 마르코프 안톤 샨티리 예브게니 아나시킨 니콜라이 쿠즈네초프 알렉산드르 키리첸코 파벨 하미둘린                                                                   | 사이클   | 남자 단체 추발           |
| 은메달 | 로만 예고로프 콘스탄틴 우시코프 알렉산드르 포포프 블라디미르 프렛킨 데니스 피만코프 블라디미르 피시넨코                                                                                   | 수영     | 남자 100m 자유형 계영    |
| 은메달 | 스타니슬라프 로푸호프 블라디미르 셀코프 로만 예고로프 로만 이바놉스키 블라디슬라프 쿨리코프 데니스 판크라토프 알렉산드르 포포프                                                           | 수영     | 남자 100m 혼계영         |
| 은메달 | 세르게이 시르초프 | 역도     | 남자 +108kg              |
| 은메달 | 드미트리 샤바노프 게오르기 샤이두코 이고리 스칼린 | 요트     | 남자 솔링 클래스         |
| 은메달 | 일리야 마르코프 | 육상     | 남자 20km 경보           |
| 은메달 | 미하일 셴니코프 | 육상     | 남자 50km 경보           |
| 은메달 | 이고리 트란덴코프 | 육상     | 남자 장대높이뛰기        |
| 은메달 | 발렌티나 예고로바 | 육상     | 여자 마라톤              |
| 은메달 | 인나 라솝스카야 | 육상     | 여자 세단뛰기            |
| 은메달 | 나탈리야 사도바 | 육상     | 여자 원반던지기          |
| 은메달 | 알렉세이 네모프 | 체조     | 남자 개인종합            |
| 은메달 | 로잘리야 갈리예바 옐레나 그로셰바 옐레나 돌고폴로바 옥사나 랴피나 디나 코쳇코바 예브게니야 쿠즈네초바 스베틀라나 호르키나                                                                 | 체조     | 여자 종합 단체전         |
| 은메달 | 야니나 바티르시나 | 리듬체조 | 종합 개인전              |
| 은메달 | 세르게이 샤리코프 | 펜싱     | 남자 사브르 개인전       |
| 은메달 | 알렉산드르 베케토프 발레리 자하레비치 파벨 콜롭코프 | 펜싱     | 남자 에페 단체전         |
| 동메달 | 자파르 굴리예프 | 레슬링   | 남자 그레코로만형 -48kg  |
| 동메달 | 알렉산드르 트레티야코프 | 레슬링   | 남자 그레코로만형 -68kg  |
| 동메달 | 알베르트 파케예프 | 복싱     | 남자 -51kg               |
| 동메달 | 라임쿨 말라흐베코프 | 복싱     | 남자 -54kg               |
| 동메달 | 알렉세이 레진 | 복싱     | 남자 +91kg               |
| 동메달 | 마리나 로그비넨코 | 사격     | 여자 25m 권총            |
| 동메달 | 안드레이 코르네예프 | 수영     | 남자 200m 평영           |
| 동메달 | 이리나 후도로시키나 | 육상     | 여자 포환던지기          |
| 동메달 | 안드레이 글루호프 알렉산드르 루키야노프 드미트리 로진케비치프 세르게이 마트베예프 파벨 멜니코프 로만 몬첸코 블라디미르 볼로덴코프 블라디미르 소콜로프 니콜라이 악쇼노프 안톤 체르마셴체프 | 조정     | 남자 에이트              |
| 동메달 | 알렉세이 네모프 | 체조     | 남자 마루                |
| 동메달 | 알렉세이 네모프 | 체조     | 남자 안마                |
| 동메달 | 알렉세이 네모프 | 체조     | 남자 평행봉              |
| 동메달 | 올레크 고로비 세르게이 베를린 게오르기 치불니코프 아나톨리 티셴코 | 카누     | 남자 K4 1000m            |
| 동메달 | 율리야 가라예바 마리야 마지나 카리나 아즈나부랸 | 펜싱     | 여자 에페 단체전         |

## 종목별 성적

### 복싱
| 선수 | 세부 종목 | 64강           | 32강           | 16강           | 8강            | 준결승         | 결승           | 결승 |
| 선수 | 세부 종목 | 상대 선수 결과 | 상대 선수 결과 | 상대 선수 결과 | 상대 선수 결과 | 상대 선수 결과 | 상대 선수 결과 | 순위 |

## 양궁
남자
| 선수 | 세부 종목 | 랭킹 라운드 | 랭킹 라운드 | 64강      | 32강      | 16강      | 8강       | 준결승    | 결승 / 순위 결정전 | 결승 / 순위 결정전 |
| 선수 | 세부 종목 | 점수        | 시드        | 상대 점수 | 상대 점수 | 상대 점수 | 상대 점수 | 상대 점수 | 상대 점수          | 최종 순위          |

## 육상

### 남자
트랙 / 도로 경기
| 선수 | 세부 종목 | 1차 예선 | 1차 예선 | 2차 예선 | 2차 예선 | 준결선 | 준결선 | 결선 | 결선      |
| 선수 | 세부 종목 | 기록     | 순위     | 기록     | 순위     | 기록   | 순위   | 기록 | 최종 순위 |

필드 경기
| 선수 | 세부 종목 | 예선 | 예선 | 결선 | 결선      |
| 선수 | 세부 종목 | 기록 | 순위 | 기록 | 최종 순위 |

### 여자
트랙 / 도로 경기
| 선수 | 세부 종목 | 1차 예선 | 1차 예선 | 2차 예선 | 2차 예선 | 준결선 | 준결선 | 결선 | 결선      |
| 선수 | 세부 종목 | 기록     | 순위     | 기록     | 순위     | 기록   | 순위   | 기록 | 최종 순위 |

필드 경기
| 선수 | 세부 종목 | 예선 | 예선 | 결선 | 결선      |
| 선수 | 세부 종목 | 기록 | 순위 | 기록 | 최종 순위 |